# Bulbophyllum aristatum
Bulbophyllum aristatum là một loài phong lan thuộc chi Bulbophyllum.